# Hanford Site

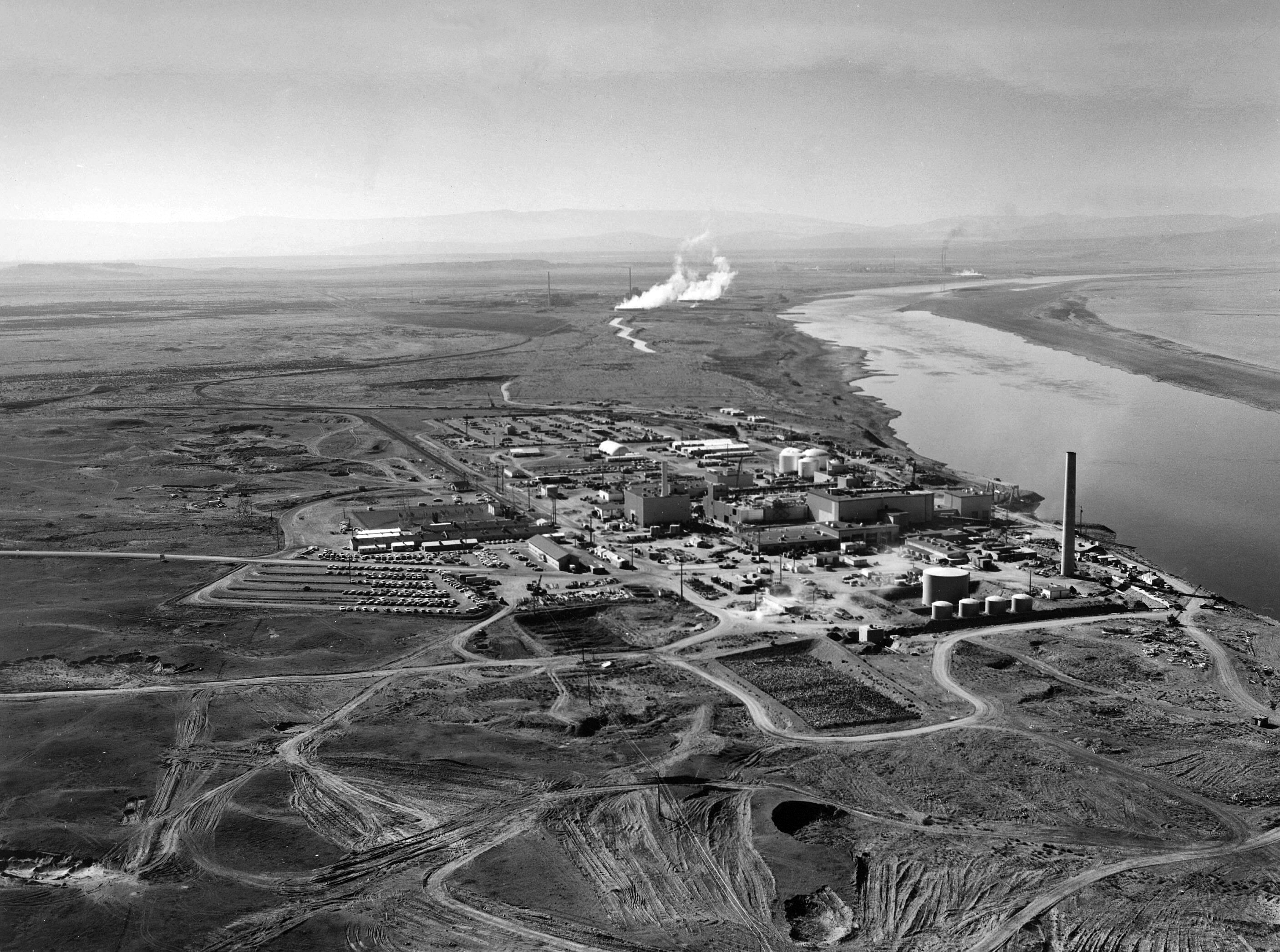
Letecký pohled na jaderné reaktory v Hanfordu, podél řeky Columbia v lednu 1960. V popředí je reaktor N, za ním dvojice reaktorů KE a KW. V pozadí je vidět historický reaktor B, první reaktor na výrobu plutonia na světě.

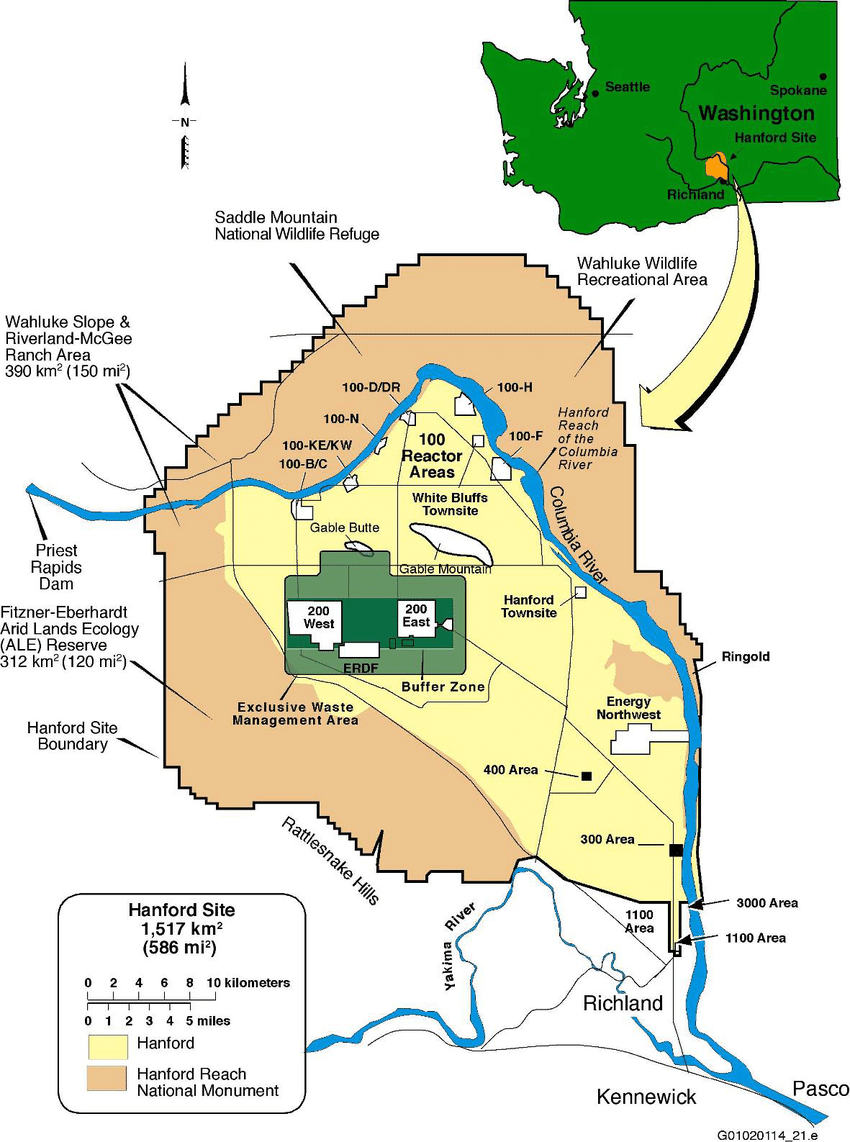
Mapka hlavních částí „Hanford Site“ včetně ochranné zóny, ve které byla v roce 2000 vyhlášena Hanford Reach National Monument.

Hanford Site je z provozu vyřazený jaderný výrobní komplex provozovaný federální vládou USA na řece Columbia v okrese Benton v americkém státě Washington. Původně byl známý pod krycím názvem Site W, nyní se používá též označení Hanford Nuclear Reservation. Rozsáhlý komplex vznikl v roce 1943 jako součást projektu Manhattan a nacházela se zde továrna Hanford Engineer Works, z toho reaktor B byl první plnohodnotný reaktor na výrobu plutonia na světě. Plutonium vyrobené v této lokalitě bylo použito v první atomové bombě, která byla vyzkoušena při jaderném testu Trinity, a v bombě Fat Man použité při bombardování Nagasaki (bomba Little Boy používala uran a byla odlišné konstrukce).
Během studené války se projekt rozšířil na devět jaderných reaktorů a pět velkých komplexů na zpracování plutonia, které vyráběly plutonium pro většinu z více než šedesáti tisíc zbraní vyrobených pro americký jaderný arzenál. V tomto období se jaderné technologie rychle rozvíjely a vědci z Hanfordu dosáhli významných technologických úspěchů. Město Richland, které vzniklo v rámci projektu Manhattan, se v roce 1958 stalo samosprávným a obyvatelé si mohli koupit své nemovitosti. Poté, co bylo vyrobeno dostatečné množství plutonia, byly výrobní reaktory postupně v letech 1964 až 1971 odstaveny.
V oblasti se nachází řada stála funkčních objektů. Je zde provozována komerční jaderná elektrárna Columbia (Columbia Generating Station) o hrubém výkonu 1216 MW a různá střediska vědeckého výzkumu a vývoje, například Pacific Northwest National Laboratory, Fast Flux Test Facility a LIGO Hanford Observatory (součást soustavy LIGO určené k detekci gravitačních vln). V roce 2015 byl původní Hanford Site vyhlášen za součást nově vzniklého Manhattan Project National Historical Park. Turisté mohou navštívit především reaktor B a některé další objekty.

## Historie

### Původní osídlení
Soutok řek Yakima, Snake a Columbia byl po staletí místem setkávání původních obyvatel. Archeologické nálezy dokládající osídlení této oblasti původními Američany jsou staré více než deset tisíc let. Kmeny a národy (Yakama, Nez Perce a Umatilla) využívaly oblast k lovu, rybolovu a sběru plodů rostlin. Archeologové identifikovali četná indiánská naleziště, včetně vesnic s jámovými domy, otevřených tábořišť, míst chovu ryb, míst lovu, komplexů loveckých honiteb, lomů a spirituální místa. Dvě archeologická naleziště byla v roce 1976 zapsána do Národního registru historických míst.

### Poloha a rozloha
Původně území označené jako Hanford Site mělo 1740 kilometrů čtverečních a zahrnovalo i nárazníkové oblasti za řekou v okresech Grant a Franklin. Část této půdy byla vrácena do soukromého užívání a nyní je pokryta sady, vinicemi a zavlažovanými poli. Současná rozloha je 1518 kilometrů čtverečních, v délce přibližně 80 kilometrů podél lokality protéká řeka Columbia, která tvoří její severní a východní hranici. Jedná se o pouštní prostředí, kde ročně spadne méně než 250 milimetrů srážek a které pokrývá převážně keřovitá stepní vegetace.
Na jihovýchodě území sousedí s metropolitní oblastí Tri-Cities, kterou tvoří města Richland, Kennewick, Pasco a menší obce a kde žije téměř 300 000 obyvatel. Hanford je pro tato města hlavní ekonomickou základnou. Přestože některá místa byla hlavně během války kontaminována a dodnes zde probíhají rozsáhlé sanace životního prostředí, oblast je současně cenné přírodní prostředí. Proto v roce 2000 byla část původního areálu (tzv. ochranná zóna) vyhlášena jako Národní památka Hanford Reach.
Zbývající část území byla rozdělena podle funkce do tří hlavních oblastí: jaderné reaktory umístěné podél řeky Columbia byly označené jako oblast 100. Komplexy sloužící pro chemickou separaci radioaktivních materiálů  ve vnitrozemí na centrální plošině jsou označené jako oblast 200. Podpůrná zařízení se nacházela v jihovýchodní části areálu, která je označena jako oblast 300.

### Projekt Manhattan
V září 1942 se ředitelem projektu Manhattan stal brigádní generál Leslie Groves. Groves pověřil firmu DuPont, se kterou již v minulosti spolupracoval na výstavbě závodů na výrobu výbušnin, aby navrhla, postavila a provozovala komplex průmyslové velikosti na výrobu plutonia. V té době již probíhala výstavba mimořádně rozsáhlých zařízení na obohacování uranu v lokalitě pod krycím označením „Site X“ (Oak Ridge) a posléze zde byl postaven také experimentální grafitový reaktor X-10.
Walter Carpenter (ředitel DuPont) ale vyjádřil zásadní výhrady k výstavbě dalších, již produkčních, reaktorů v Oak Ridge ve státě Tennessee. Město Knoxville, které v té době mělo přes 100 tisíc obyvatel, je vzdáleno jen zhruba 30 kilometrů. Ale i méně závažná havárie by mohla narušit životně důležitou válečnou výrobu. Problematicky by byl i nákup dalších pozemků potřebných pro nutné rozšíření komplexu.

### Důvody výběru místa
Bylo proto rozhodnuto v Oak Ridge dobudovat komplex na obohacování uranu, ale pro plutoniová zařízeni vybrat nové místo. Ideální místo bylo popsáno osmi kritérii:
- Čistý a vydatný zdroj vody (alespoň 1600 litrů za sekundu).
- Dostatečný a stabilní zdroj elektrické energie (alespoň 100 000 KW).
- Dostatečná rozloha nejméně 12 × 16 mil pro tzv. „nebezpečnou výrobní oblast“.
- Další dostatečný  prostor pro laboratorní zařízení ve vzdálenosti nejméně 8 mil od nejbližšího reaktoru nebo separačního zařízení.
- Místo pro městečko zaměstnanců vzdálené nejméně 10 mil proti větru od elektrárny.
- Žádná města nebo osady s více než tisíci obyvateli blíže než 20 mil od nebezpečného obdélníku.
- Žádná hlavní silnice, železnice nebo osada blíže než 10 mil od nebezpečného obdélníku.
- Půda, která je schopná unést velké zatížení.

Nejdůležitějším z těchto kritérií byl dostatek elektřiny. To byl další zásadní argument proč nestavět plutoniová zařízení v Oak Ridge. Ve státě Tennessee sice byla řada elektráren a byl to jeden z hlavních důvodů výběru Oak Ridge pro výstavbu komplexu na obohacování uranu, ale ukázalo se, že tyto obrovské provozy jsou tak energeticky náročné, že po dokončení pravděpodobně spotřebují veškeré přebytky elektřiny. Potřeby válečného průmyslu způsobily nedostatek elektřiny také v mnoha dalších částech země. To vedlo k úvahám o lokalitách na severozápadě a jihozápadě USA. Mezi 18. a 31. prosincem 1942 prověřila tříčlenná skupina složená z plukovníka Franklina T. Matthiase a inženýrů společnosti DuPont A. E. S. Halla a Gilberta P. Churche nejslibnější místa pro komplex.
Matthias hlásil Leslie Grovesovi, že lokalita Hanford je „prakticky ve všech ohledech mnohem lepší než kterákoli jiná“. Na průzkumnou skupinu udělala zvláštní dojem skutečnost, že lokalitou prochází vysokonapěťové elektrické vedení z přehrady Grand Coulee do přehrady Bonneville a na jejím okraji se nachází elektrická rozvodna. Přehrada Grand Coulee byla dokončena krátce předtím v červnu 1942 (její elektrárny byly později ještě několikrát rozšiřovány: v letech 1949–1959 a 1983–1986 největší hydroelektrárna světa) a výkon násobně převyšoval požadovaných 100 MW. Leslie Groves navštívil lokalitu 16. ledna 1943, výběr schválil a lokalita dostala kódové označení Site W. Jako souhrnné označení komplexu se používá též název Hanford Engineer Works (HEW).

## Výstavba a zařízení

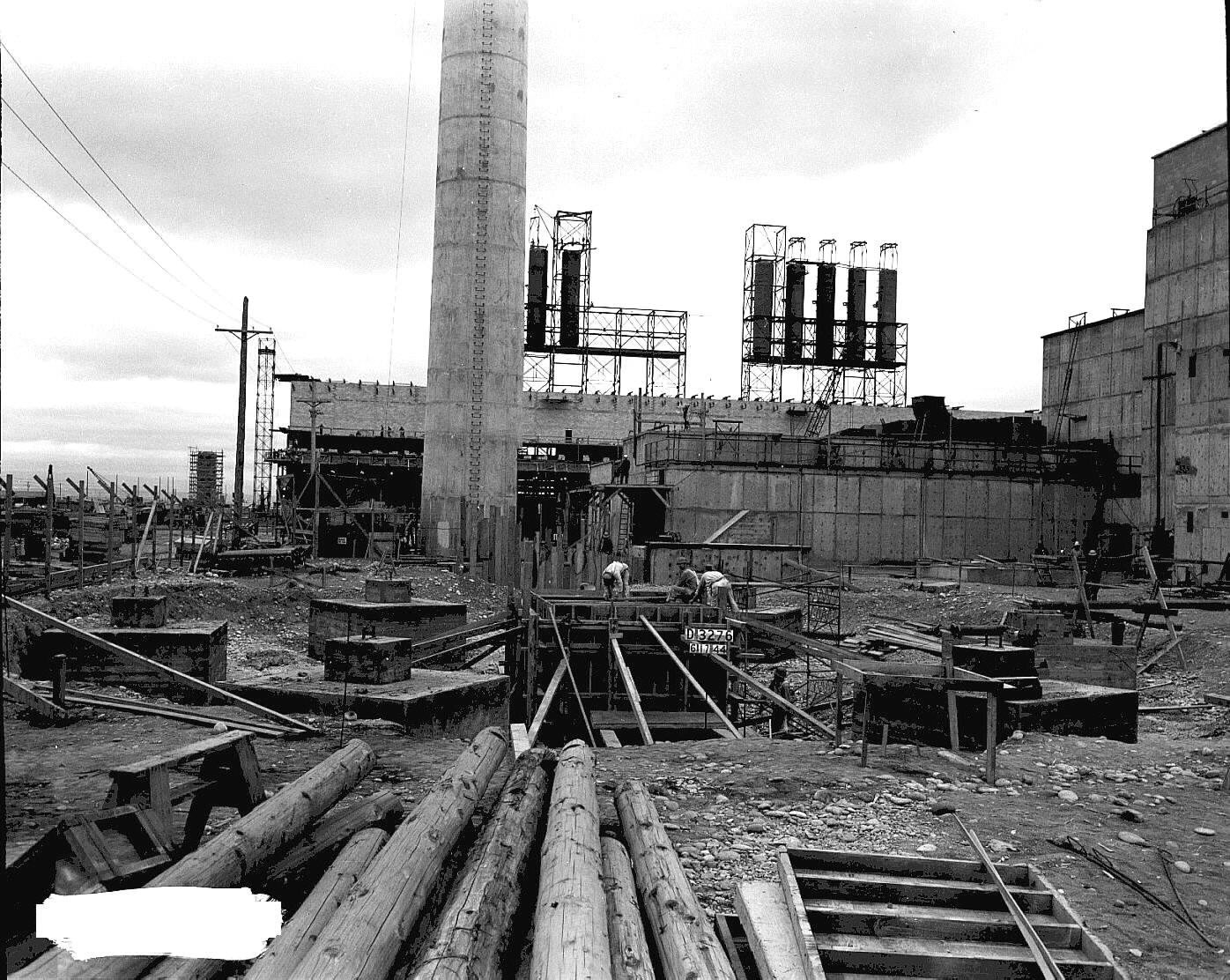
Reaktor B během výstavby (1944)

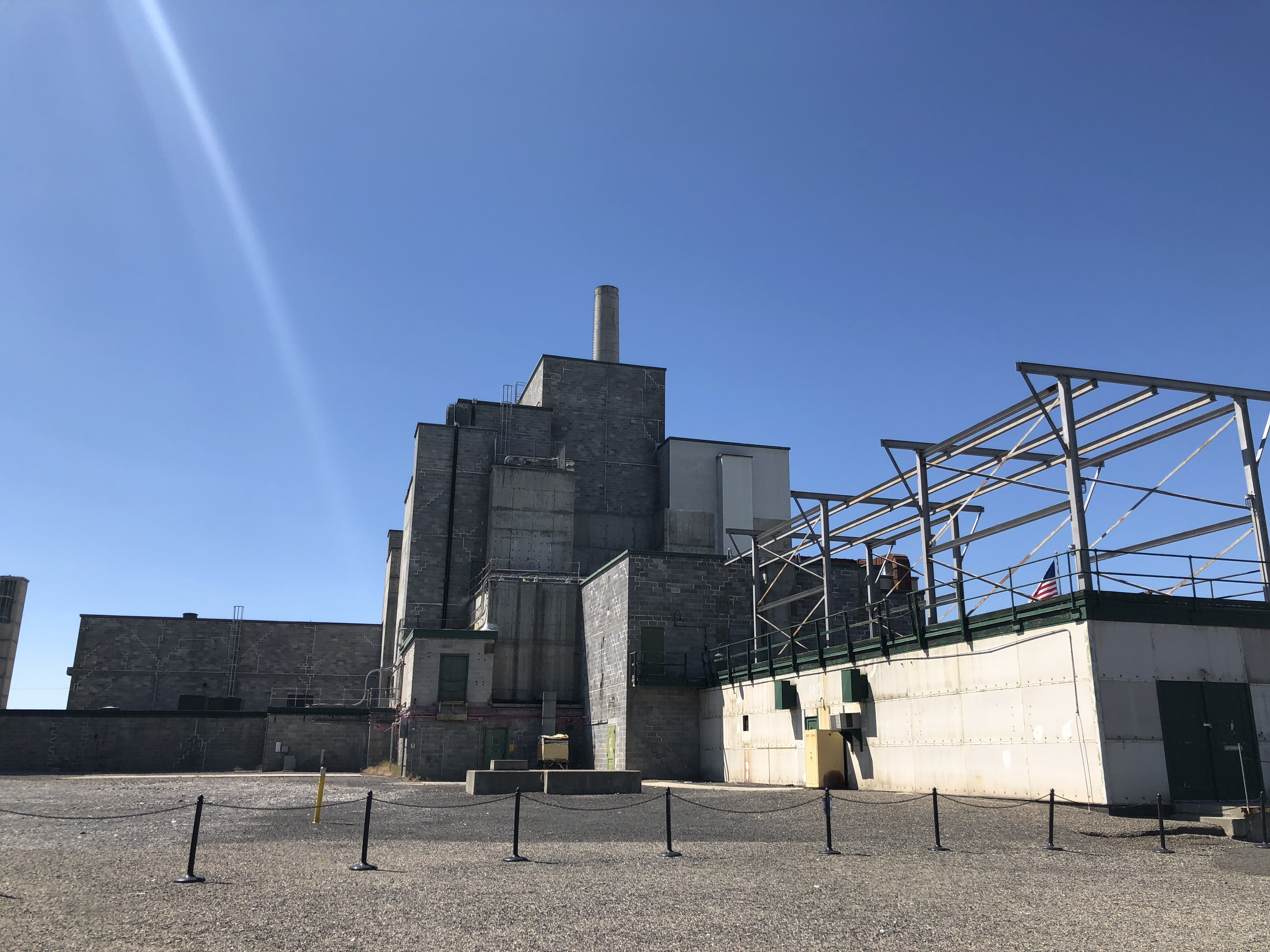
Reaktor B v roce 2018, během exkurze

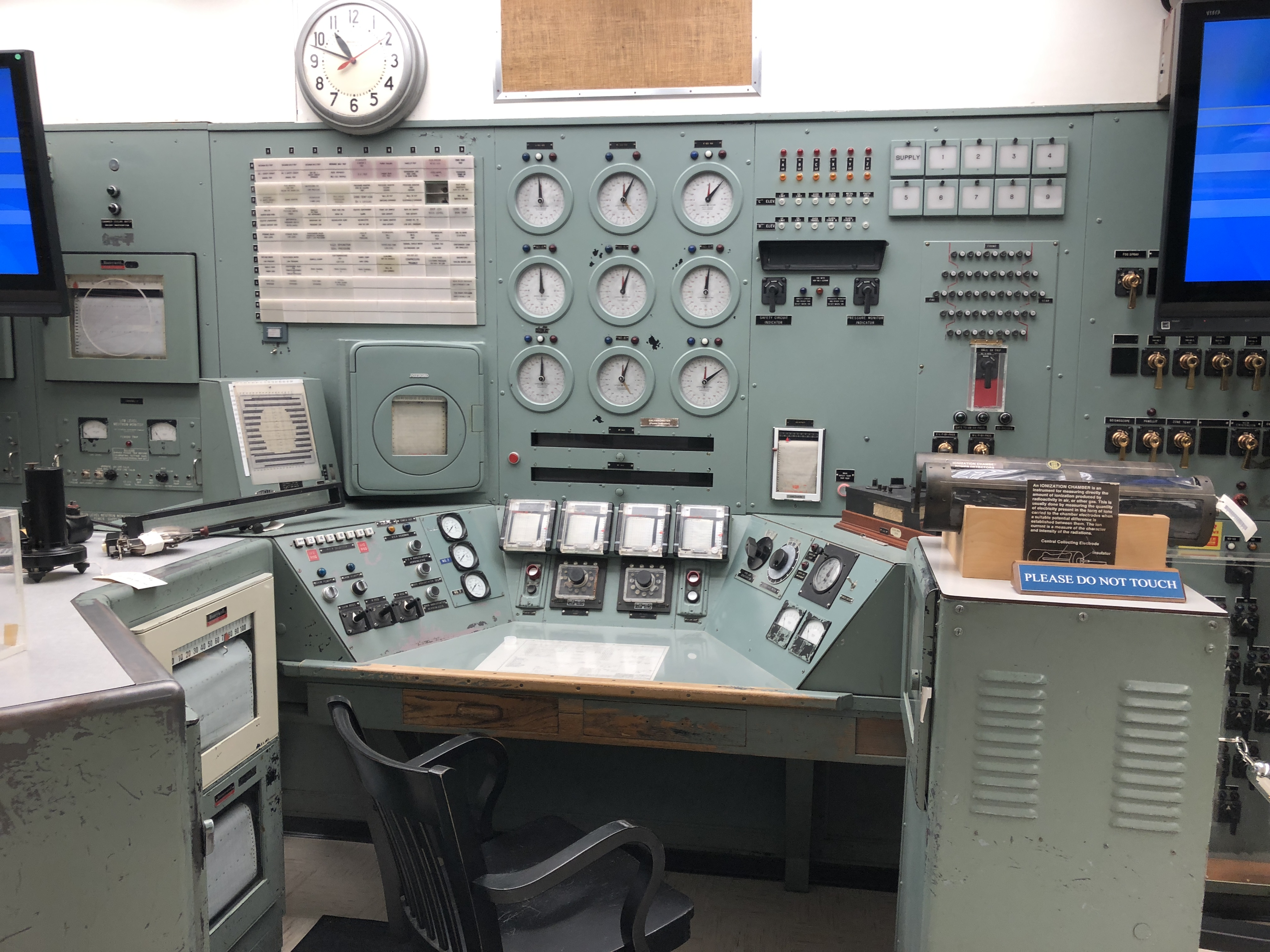
Řídící centrum reaktoru B

Výstavba rozsáhlého plutoniového produkčního komplexu začala v březnu 1943 a pokračovala velmi rychle. Do konce války v srpnu 1945 bylo v Hanfordu postaveno celkem 554 budov, včetně tří jaderných reaktorů (105-B, 105-D a 105-F) a tří závodů na zpracování plutonia (221-T, 221-B a 221-U). Projekt si dále vyžádal postavení více než 620 kilometrů silnic, přes 250 kilometrů železnic a čtyři elektrické rozvodny. Bylo spotřebováno přes 600 000 metrů krychlových betonu a přibližně 36 000 tun konstrukční oceli. Náklady do prosince 1946 činily 348 miliónů USD v tehdejších cenách, což odpovídá přibližně 3,7 miliardy USD v roce 2022.
V roce 1946 původní projekt Manhattan skončil a jeho úlohu převzala Atomic Energy Commision. Ještě před koncem roku skončil také kontrakt se společností DuPont. Ta byla nahrazena společností General Electric. Prezident GE Charles Wilson se zpočátku zdráhal, ale nakonec smlouvu přijal. Společnost General Electric fakticky převzala provoz v Hanfordu 1. září 1946 a 30. září přijala i formální kontrolu. General Electric pak zajišťovala provoz komplexu v Hanfordu po mnoho let, postavila i řadu nových zařízení a měla na starosti také další výzkum a vývoj.

### Reaktor B
Proveditelnost řízené štěpné jaderné reakce ověřil v roce 1942 tým pod vedením italského fyzika Enrica Fermiho. Pod tribunou fotbalového stadionu Chicagské univerzity byl postaven první velmi primitivní a ryze experimentální jaderný reaktor Chicago Pile-1, který byl poprvé na několik minut spuštěn 2. prosince 1942. Znovu byl na krátkou dobu spuštěn 12. prosince téhož roku.
Grafitový reaktor X-10 byl postaven v lokalitě Oak Ridge. Byl spuštěn 4. listopadu 1943. Na rozdíl od Chicago Pile-1, ve kterém byla reakce udržena jen po dobu několika minut, bylo úkolem reaktoru X-10 udržet reakci kontinuálně, aby personál Projektu Manhattan získal potřebné zkušenosti pro produkci plutonia, nicméně pořád šlo ještě ve velké míře o experimentální reaktor.
Původním záměrem bylo postavit další reaktory rovněž v Oak Ridge, ale z důvodů uvedených výše bylo nakonec rozhodnuto vybudovat nový komplex jinde. V nové lokalitě Hanford byly během války postaveny tři již ryze produkční reaktory (další byly postaveny po válce). Stavba prvního reaktoru B  byla zahájena v srpnu 1943 a dokončena 13. září 1944. Ke konci září bylo dosaženo řízené reakce a po překonání problémů s absorbátory neutronů reaktor vyrobil první plutonium 6. listopadu 1944. Reaktor B (a dva později dokončené reaktory stejného typu) byly klíčovou součástí Projektu Manhattan. 
Účelem těchto tří reaktorů bylo přeměnit přírodní (nikoli obohacený) uran na plutonium-239 pomocí neutronové aktivace, protože plutonium je mnohem jednodušší chemicky oddělit od vyhořelých palivových článků a následně ho použít v jaderných zbraních než z přírodního uranu vyrábět vysoce obohacený uran. Nicméně v Projektu Manhattan byly využity oba přístupy. První zkušební bomba Trinity testu odpálená v Novém Mexiku a bomba Fat Man svržená na Nagasaki používaly plutonium.
Naproti tomu bomba Little Boy svržená na Hirošimu používala vysoce obohacený uran. Uranová bomba nebyla testováno ze dvou důvodů. Jednak panovala značná jistota, že její konstrukce (mnohem jednodušší než plutoniové bomby) bude fungovat, především však na její výrobu byly spotřebovány téměř veškeré zásoby obohaceného uranu, které se podařilo vyrobit v obřích továrních komplexech v Oak Ridge. 

### Reaktory D a F
Reaktory D a F byly stejného typu jako první reaktor B. Reaktor D byl spuštěn v prosinci 1944 a reaktor F v únoru 1945. Reaktory byly moderovány grafitem a chlazeny vodou. Skládaly se z grafitového válce o rozměrech přibližně 8,5 × 11,0 metrů a hmotnosti asi 1100 tun, kterým po celé délce horizontálně prostupovalo 2004 hliníkových trubek do kterých se vkládal uran. Reaktory neměly žádné pohyblivé části, jediné zvuky vydávala soustava obřích vodních čerpadel. Chladicí voda byla trubkami čerpána rychlostí 1900 litrů za sekundu, což by bylo dost vody pro zásobování velkého města.
Nouzové odstavení reaktorů a jejich chlazení bylo nechtěně vyzkoušeno ke konci války. Dne 10. března 1945 zasáhla japonská balónová bomba vedení vysokého napětí mezi elektrárnami Grand Coulee a Bonneville. To způsobilo nejprve přepětí a posléze výpadek proudu ve vedení k reaktorům. Bezpečnostní zařízení automaticky odstavilo reaktory. Elektrické vedení nebylo vážně poškozeno a bylo rychle opraveno. Hanford Site se tak stalo jediným americkým jaderným zařízením, které se během války stalo terčem nepřátelského útoku, byť nepřímo.
Reaktory v Hanfordu na přímou žádost Roberta Oppenheimera v jednom období místo plutonia-239 vyráběly také polonium-210. Greenewalt proti tomu protestoval, ale  marně.  Polonium bylo nutné pro výrobu iniciátorů pro bomby a soustředění veškeré jeho výroby do experimentálního reaktoru X-10 v Oak Ridge by bylo mnohem rizikovější.

### Zpracování plutonia

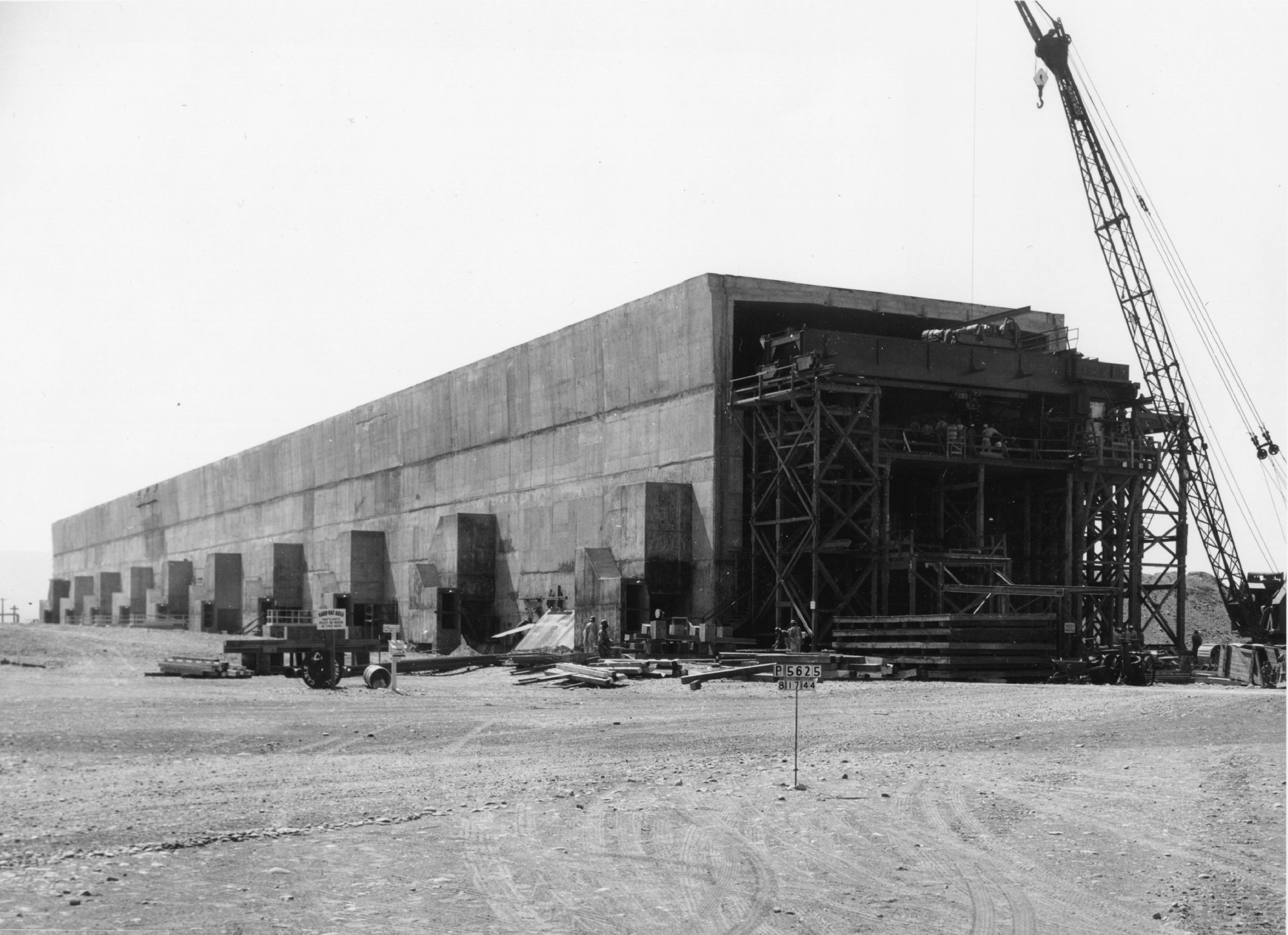
Budova 221-T během výstavby

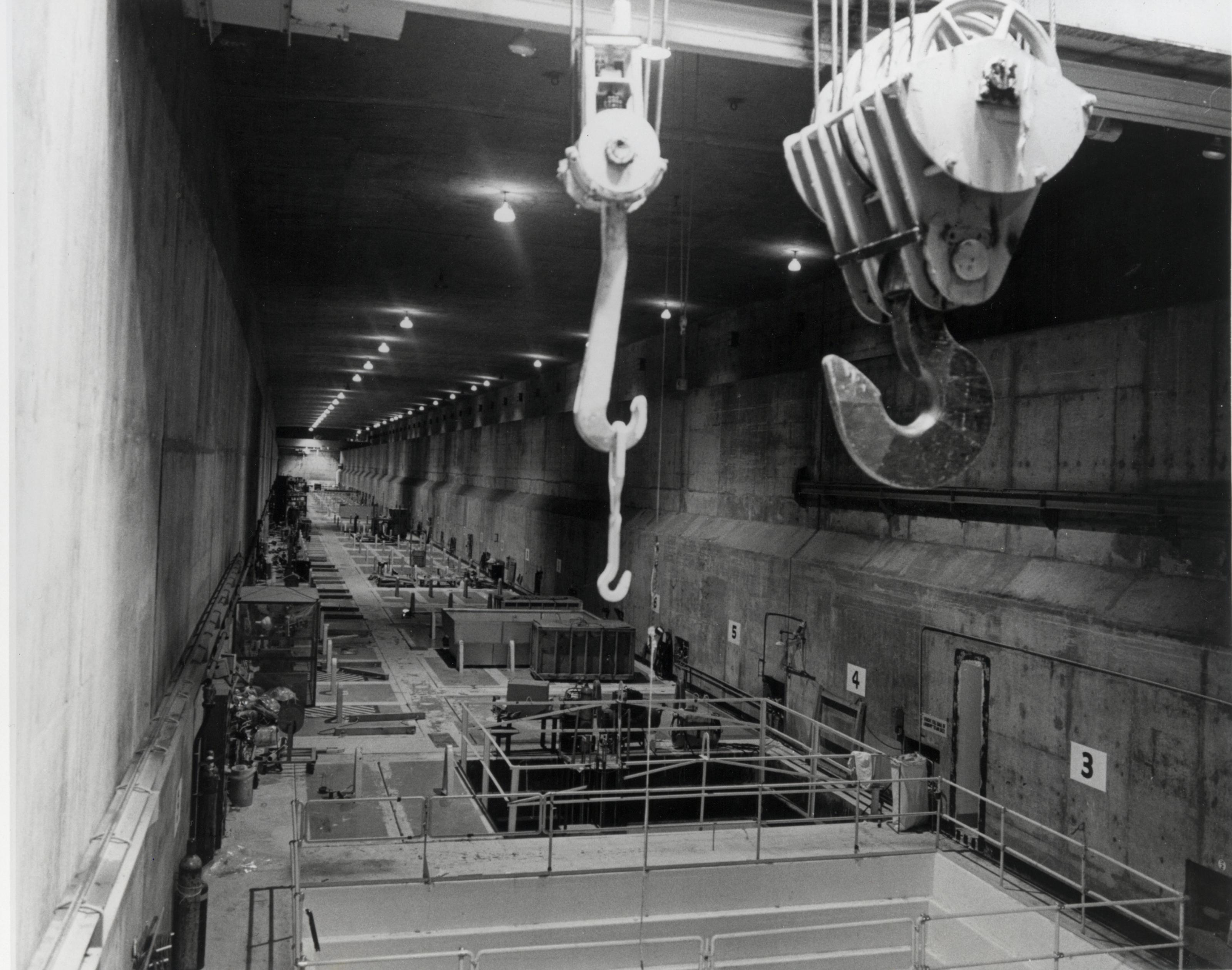
Vnitřek budovy 221-T s jeřábem

Další fází výrobního procesu bylo oddělení plutonia, které vzniklo v reaktorech popsaných výše, od zbylého uranu a štěpných produktů. Každá separační továrna se skládala ze tří částí: vlastní separační budova, ventilační budova pro likvidaci radioaktivních plynů a skladiště pevných a kapalných odpadů. Podle původních plánů mělo být separačních zařízení postaveno osm, ale v důsledku zkušeností získaných v pilotním zařízení v Oak Ridge byl jejich počet snížen nejprve na čtyři a poté v létě 1944 na tři, které byly skutečně postaveny.
Budovy pro separaci plutonia byly mohutné betonové stavby bez oken, dlouhé 240 metrů, vysoké 24 metrů a široké 20 metrů, s betonovými stěnami silnými přibližně 0,9 až více než 1,5 metru. Jakmile zde začalo zpracování plutonia, stroje a zařízení se staly natolik radioaktivními, že by bylo nebezpečné, aby s nimi lidé vůbec přišli do styku. Inženýři proto museli vymyslet metody, které by umožnily výměnu jakékoli části pomocí dálkového ovládání. Přišli proto s koncepcí rozdělení celé obrovské budovy na modulární buňky, která umožňovala, aby hlavní části vyjmul a vyměnil operátor sedící v silně stíněném stropním (mostovém) jeřábu. Většina buněk měla čtvercový tvar o straně 4,6 metru a výšku 6,1 metru. Buňky byly od sebe odděleny betonovými bloky o tloušťce 1,8 metru.
Ke kontrole procesů uvnitř budovy se používaly periskopy a uzavřený televizní okruh. Zjistilo se, že radioaktivní záření způsobuje zčernání skleněných čoček periskopů, a proto se místo nich začaly používat plastové. Operátoři obecně dávali přednost periskopům, které navrhla Metalurgická laboratoř a společnost DuPont v Chicagu a které vyrobila společnost DuPont ve Wilmingtonu, před uzavřeným televizním okruhem, protože kvalita obrazu tohoto okruhu byla špatná. Raymond Genereaux, vedoucí separačních závodů, nechal operátory sestavit všechna zařízení uvnitř dálkovým ovládáním, jako by oblast již byla radioaktivní.
K oddělení plutonia od zbývajícího uranu a odpadních produktů štěpení se používala celá série na sebe navazujících chemických procesů a některé kroky se opakovaly vícekrát. Radioktivita vyráběného produktu se tak postupně snížila o několik řádů. Výstupem z celého procesu byly přepravní plechovky, ve kterých byla pasta dusičnanu plutoničitého. 
Radioaktivní odpady z procesu chemické separace byly uloženy do předem vybudovaných podzemních nádrží. Jakmile byl výrobní proces vyladěn, bylo plutoniom o čistotě nejméně 98 procent pravidelně v menších dávkách převáženo do Los Alamos.

### Hanford: ubytování pro stavbaře

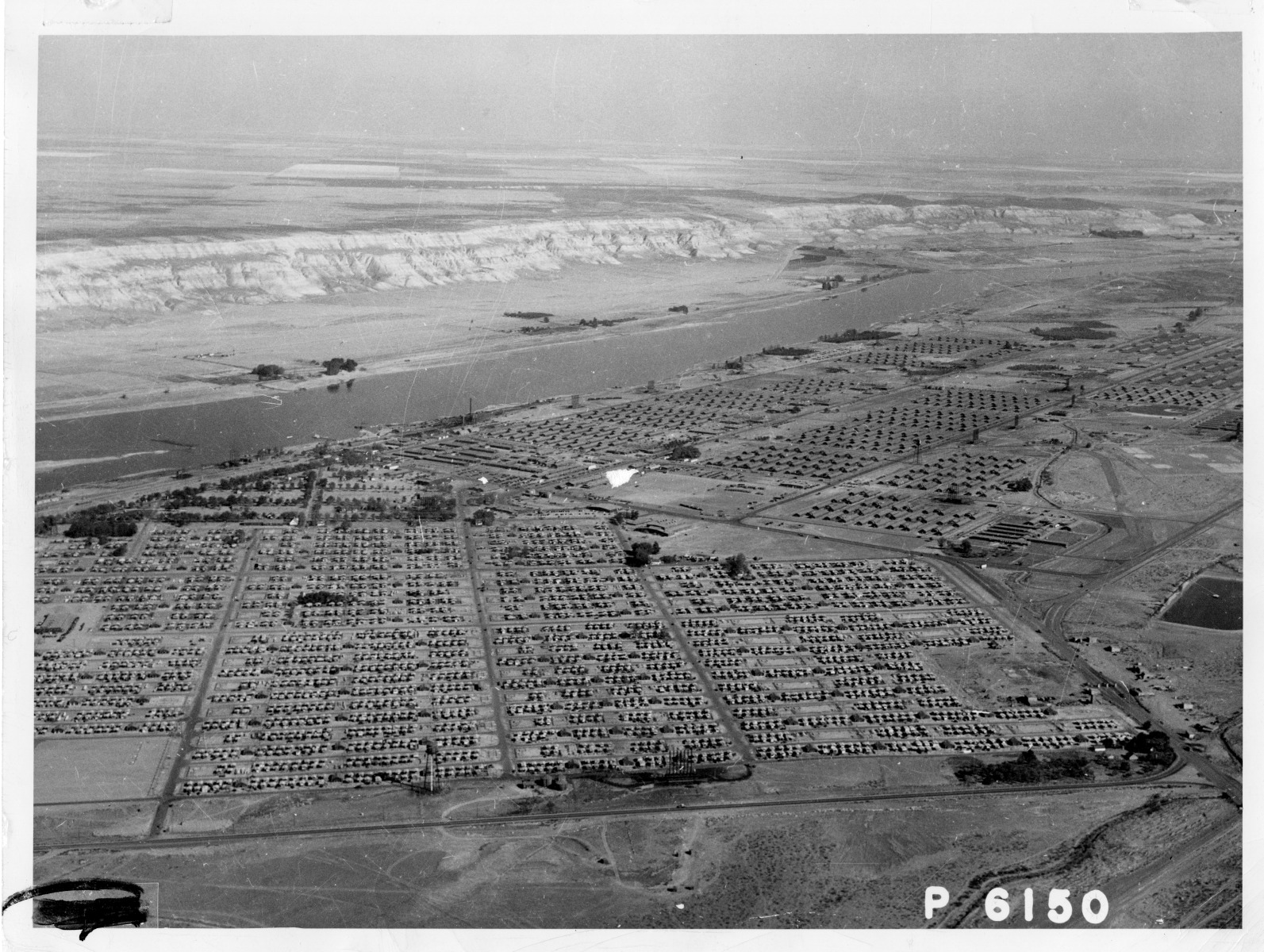
Hanford: letecký pohled na ubytovací komplex pro stavbaře

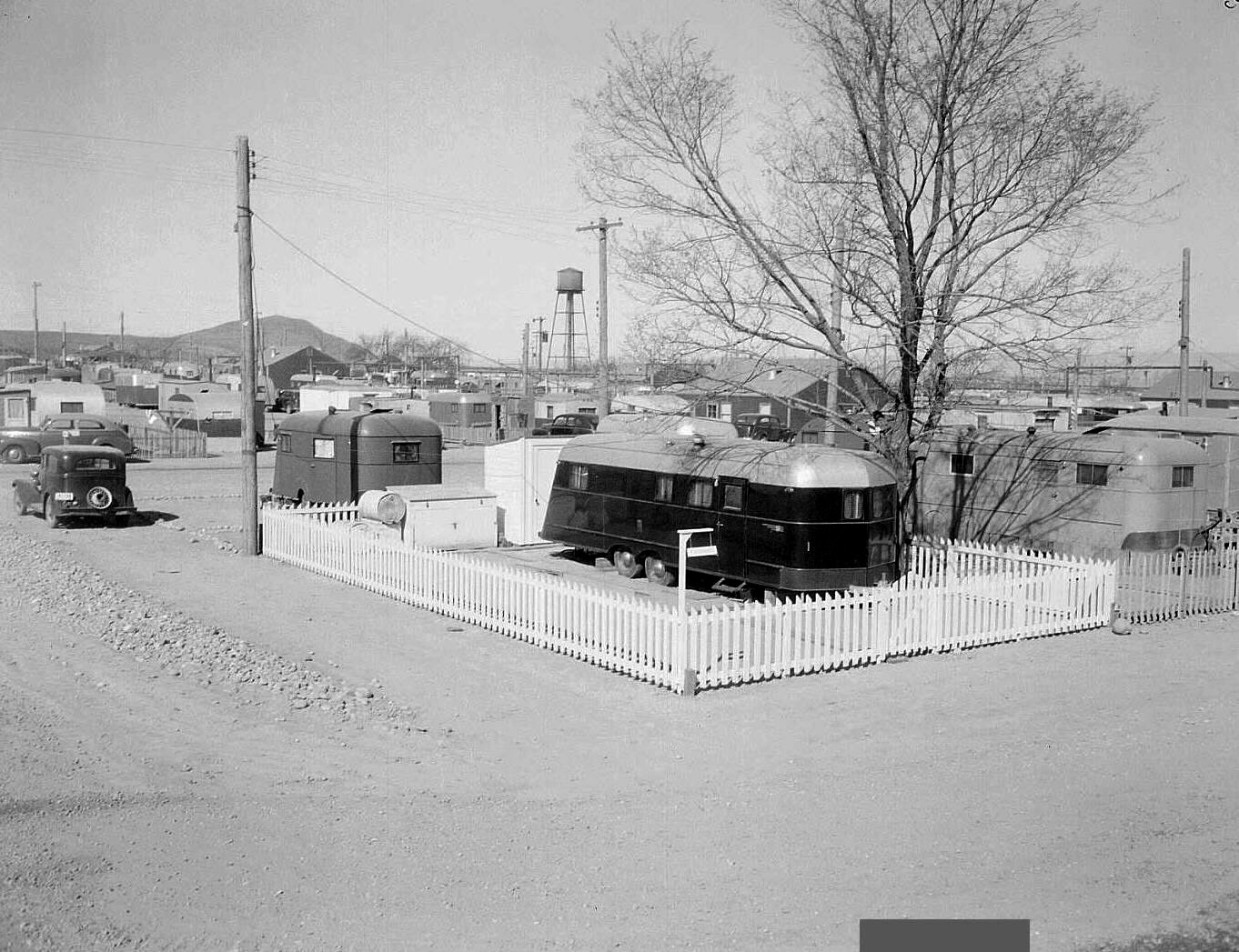
Část s obytnými přívěsy

Počátkem března 1943 byl vypracován návrh celého komplexu (tj. především výše popsané reaktory a zařízení na zpracování uranu). Za normálních okolností by při tak rozsáhlé stavbě v izolované oblasti byli stavbaři ubytováni přímo na místě, ale v tomto případě bylo z bezpečnostních důvodů žádoucí umístit je nejméně 10 mil (16 kilometrů) daleko. Armáda a inženýři společnosti DuPont se rozhodli vytvořit jeden velký ubytovací komplex, společný pro všechna staveniště.
Aby se výstavba co nejvíce urychlila, bylo rozhodnuto o umístění do některé stávající vesnice v okolí, kde mohly být aspoň zčásti využity již existující budovy a především silnice a další inženýrská infrastruktura. Byla vybrána vesnice Hanford, která měla asi 125 obyvatel. Od nejbližšího plánovaného technologického zařízení byla vzdálena přibližně 10 kilometrů, což bylo považováno za dostatečné. Vedly zde dvě silnice (státní a místní) a odbočka železnice. Elektřina byla k dispozici z nedaleké rozvodny společnosti Pacific Power and Light Company a voda z místních studní.
Protože reaktory a zpracovatelské závody se teprve projektovaly, nebylo jasné, kolik stavbařů zde nakonec bude. Vycházelo se z předpokladu, že na stavbu bude potřeba 25 000 až 28 000 dělníků, z nichž polovina bude bydlet zde, ale DuPont navrhl ubytování tak, aby umožňoval rozšíření. To se ukázalo jako prozíravé: nakonec byl zapotřebí téměř dvojnásobek stavbařů a možnosti ubytování v jiných okolních obcí byly velmi omezené. Byly k dispozici tři typy ubytování: baráky, chatky a parkoviště pro přívěsy. 
Kromě ubytovacích prostor zde byly vybudovány jídelny, garáže a čerpací stanice, prádelna, banka, pošta a autobusové nádraží. Dva původní malé obchody s potravinami a oděvy byly rozšířeny a postupně vznikaly další, které společnost DuPont pronajímala soukromým provozovatelům. Byla zde nemocnice, kostely, knihovna, policejní a hasičská stanice a škola. Když 14. září 1943 začal výuka, měla 560 studentů a 18 učitelů. V roce 1944 zde bylo již 1891 studentů a 38 učitelů. Tento rok byl posledním, škola byla uzavřena 13. února 1945.
Vzniklo zde také menší letiště, které mělo nejprve jednu dráhu. Po rozšíření Hanfordu bylo přemístění do nové lokality a mělo dvě dráhy, jednu v ose sever-jih a druhou v ose východ-západ. Obě byly široké přibližně 60 metrů, severojižní dráha byla dlouhá 1200 metrů, východozápadní byla kratší (730 metrů). To letišti umožnilo odbavovat letadla Air Transport Command přepravující expresní letecké zásilky. Byly zde dva hangáry a elektrická palivová čerpadla.
Po dokončení výstavby v únoru 1945 počet ubytovaných rychle klesal. Administrativní a servisní kanceláře  byly přemístěny do níže popsaného Richlandu. Z bezpečnostních důvodů bylo žádoucí, aby neprovozní personál byl umístěn mimo uzavřenou oblast, a proto bylo rozhodnuto ponechat pouze ubytování pro tisíc mužů pro případ, že by bylo nutné provést nějaké nové nouzové stavební práce. Demolice většiny objektů byla zahájena v lednu 1946. 

### Město Richland

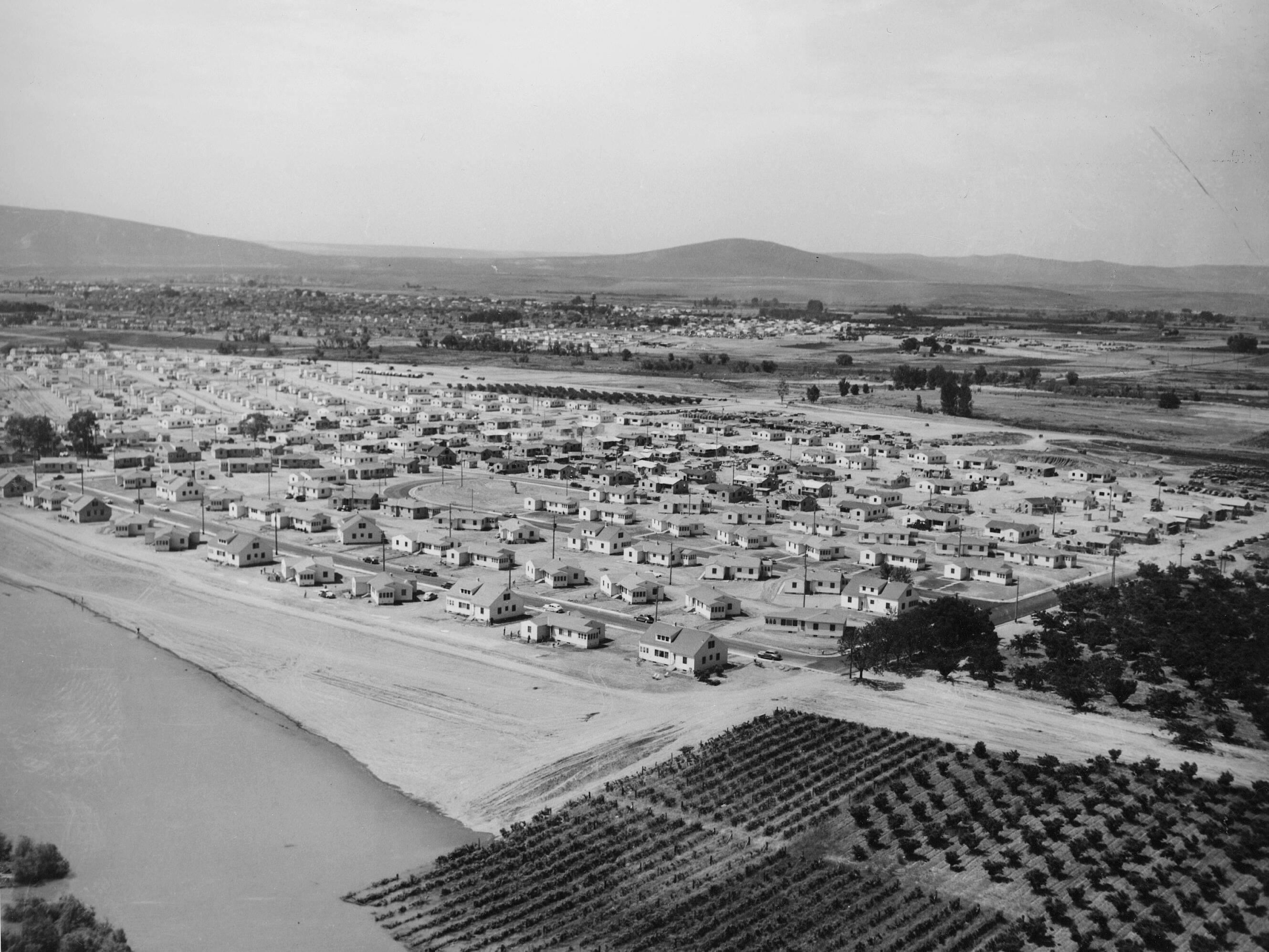
Celkový pohled na raný Richland

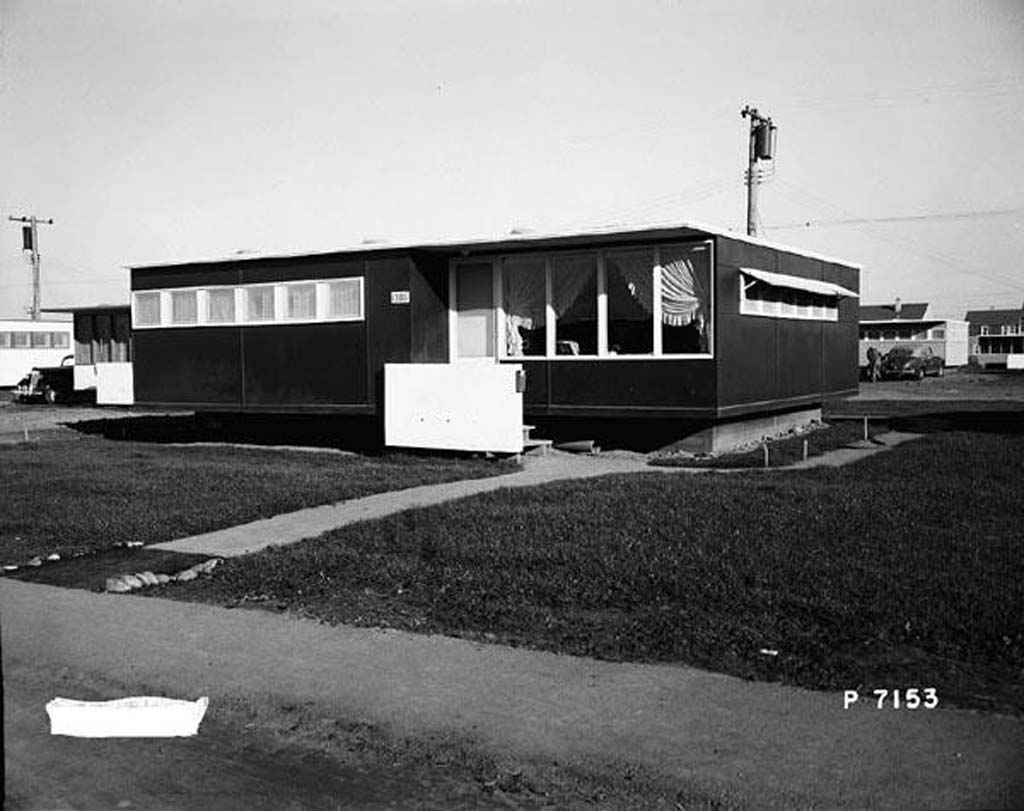
Pro urychlení výstavby byla řada domů z prefabrikátů

Malá osada Richland byla vybrána jako místo pro vybudování města, kde budou trvale ubytování pracovníci zajišťující dlouhodobý provoz komplexu Hanford. Inženýři projektu zvažovali také nedaleké Benton City, které by v něčem bylo vhodnější, ale nebylo součástí původně získané oblasti a z bezpečnostních důvodů bylo žádoucí, aby se ubytování nacházelo uvnitř zakázané oblasti. Richland ležel asi 25 mil (40 kilometrů) od reaktorů. Vesnice měla asi 250 obyvatel, ale byla obklopena malými farmami, takže na pozemku o rozloze přibližně 1000 hektarů žilo celkem asi 600 obyvatel. Původní obyvatelé Richlandu dostali čas do 15. listopadu 1943, aby opustili své domovy.
Plány nejdříve počítaly s menším městem pro asi 6500 obyvatel s případným rozšířením na 7500 obyvatel. Rychle se ale ukázalo, že předpoklad o ubytování až 40 % zaměstnanců v jiných okolních malých obcích je nereálný. V září 1943 byly proto plány rozšířeny na 16 000 obyvatel. Tendr společnosti DuPont vyhrál architekt Gustav Albin Pehrson (1880–1968), který pocházel z města Spokane, také stát Washington. Po získání zakázky si otevřel kancelář v nedalekém městě Pasco. Pehrson vypracoval několik variant návrhů domů odpovídajících tehdejší módě. Kde to bylo možné, byly zachovány stávající ovocné a jiné stromy. Nejen z těchto důvodů nebyly domy uspořádány do zcela pravidelné mřížky jako v Hanfordu, ale měly zakřivené ulice. Na rozdíl od dalších „tajných měst“ (Oak Ridge a Los Alamos) nebyl Richland obehnán vysokým drátěným plotem.
Architekt Pehrson chápal a akceptoval potřebu rychlosti a efektivity výstavby, ale jeho představa o vzorové komunitě 20. století se zásadně lišila od představ armády a Leslie Grovese. V mnoha věcech si Pehrson nakonec prosadil svou, protože jeho zákazníkem koneckonců byl DuPont, nikoliv armáda. Výsledkem byl kompromis mezi jeho a armádní vizí, i když měl blíže k té první. I tak, aby např. Groves povolil více obchodů, musel předložit údaje prokazující, že daná provozovna je pro město velikosti Richlandu potřebná. Výsledný kompromis měl přesto Richland na mnoho let znevýhodnit nedostatečnými chodníky, obchody a službami, žádným občanským centrem a příliš úzkými silnicemi.
Od roku 1947 se znovu začala zvyšovat kapacita výroby plutonia a když Sovětský svaz v roce 1949 otestoval svou první jadernou zbraň, byl oživen celý americký jaderný program. Počet obyvatel Richlandu tak vzrostl do roku 1952 na 27 000 osob. V roce 1954 byl Harold Orlando Monson zvolen prvním starostou Richlandu a odcestoval do Washingtonu, aby vyjednal větší práva nejen pro Richland, ale pro občany vojenských měst v celé zemi. V roce 1958 se město stalo samosprávným a obyvatelé si mohli koupit své nemovitosti. Nicméně až do začátku 70. let (1971 byl odstaven poslední reaktor pro výrobu plutonia) mnoho obyvatel dále pracovalo ve federálním komplexu Hanford. 
Podle sčítání lidu z roku 2020 žije ve městě 60 560 obyvatel a armáda nebo federální instituce jsou stále významnými zaměstnavateli. Největším  je Pacific Northwest National Laboratory (PNNL) sídlící přímo ve městě. Laboratoř byla zřízena v roce 1965 a byl sem přesunut výzkum a vývoj z Hanfordu, kde od roku 1964 byly postupně odstavovány jednotlivé reaktory. Řada obyvatel pracuje také v projektech na sanaci životního prostředí, které v Hanfordu a okolí probíhají.

## Součást Manhattan Project National Historical Park

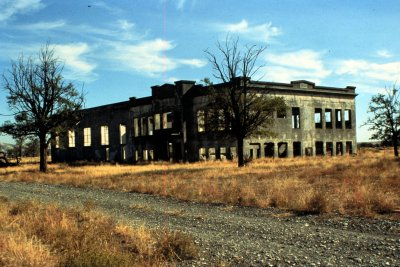
Opuštěná Hanford High School

Reaktor B byl 3. dubna 1992 pro svůj historický význam zapsán do Národního registru historických míst (National Register of Historic Places). V roce 2001 bylo vydáno memorandem o opatřeních EPA se záměrem umožnit prohlídky reaktoru pro veřejnost. 19. srpna 2008 byl reaktor jmenován Národní historickou památkou (National Historic Landmark). Koncem roku 2014 byl po předchozích dvou neúspěšných pokusech přijat zákon, kterým se zřizuje Manhattan Project National Historical Park, v roce 2015 byl projekt oficiálně vyhlášen.
Z několika desítek míst vztahujících se k Projektu Manhattan byla vybrána tři místa, které patří mezi historicky a jinak nejvýznamnější. Park se skládá z těchto částí: bývalý „Site X“ v Oak Ridge, (grafitový reaktor X-10 a části několika rozsáhlých komplexů na obohacování uranu), „Site Y“ neboli Los Alamos a nedaleká národní laboratoř a právě „Site W“ v Hanfordu, stát Washington.
Památkově je chráněno více objektů, ale ne všechny jsou z bezpečnostních, technických a dalších důvodů přístupné turistům. Pokud jde o Hanford Site, po předchozí rezervaci lze v rámci autobusové exkurze navštívit právě reaktor B a několik dalších míst, např. zbytky ubytovacího komplexu pro stavbaře Hanfordu a v něm bývalou Hanford High School.